# Jacob Christensen
Jacob Steen „Jaxe“ Christensen (* 25. Juni 2001 in Kopenhagen) ist ein dänischer Fußballspieler, der beim Bundesligisten 1. FC Köln unter Vertrag steht. Der Mittelfeldspieler war auch dänischer Nachwuchs-Nationalspieler.

## Karriere

### Verein
Jacob Christensen begann beim AB Gladsaxe mit dem Fußballspielen und wechselte im Alter von 12 Jahren in die Nachwuchsabteilung des FC Nordsjælland. In der Vorbereitung zur Saison 2018/19 trainierte er mit der ersten Mannschaft. Später wurde er von Cheftrainer Kasper Hjulmand in die erste Mannschaft befördert. Am 15. Juli 2018 (1. Spieltag) debütierte er mit 17 Jahren beim 1:1-Unentschieden gegen den Esbjerg fB, als er in der 73. Spielminute für Benjamin Hansen eingewechselt wurde. Er etablierte sich als Einwechselspieler und bestritt 22 Ligaspiele, in denen er ohne Torerfolg blieb. In der folgenden Spielzeit 2019/20 gelang dem jungen Mittelfeldspieler der Durchbruch als Stammspieler. Am 31. August 2019 (8. Spieltag) erzielte er beim 2:1-Heimsieg gegen den Hobro IK sein erstes Tor in der höchsten dänischen Spielklasse. In dieser Spielzeit absolvierte er 32 Ligaspiele, in denen ihm ebendieser eine Treffer gelang.
Am 15. Juni 2023 wechselte er ablösefrei zum 1. FC Köln. Er unterschrieb einen Vertrag bis zum 30. Juni 2026.

### Nationalmannschaft
Jacob Christensen bestritt Länderspiele für die dänischen U16, U17, U19-Nationalmannschaften.
Seit September 2019 ist er dänischer U21-Nationalspieler.